# 澳門特別行政區政府應對大規模2019冠狀病毒病疫情應急處置預案
澳門特別行政區政府應對大規模2019冠狀病毒病疫情應急處置預案 (澳門特區政府正式名稱為“應對大規模新冠肺炎疫情應急處置預案”，下稱防疫預案) 是澳門特別行政區政府跨部門應對澳門未來或會出現大規模的2019冠狀病毒病疫情的緊急應對預案和措施，預案包括由15個專責小組落實五方面工作與挑戰，包括實施社區管控措施；進行大規模流行病學調查、排查和檢測；準備大量隔離和治療設施；交通和生活支援；市民訊息溝通。

## 背景及歷史
2022年3月17日，澳門特別行政區政府衛生局局長羅奕龍於新型冠狀病毒感染應變協調中心例行新聞發佈會上公佈澳門特別行政區政府將設立澳門特別行政區政府應對大規模2019冠狀病毒病疫情應急處置預案 (澳門特區政府正式名稱為“應對大規模新冠肺炎疫情應急處置預案”，下稱防疫預案) 為應對澳門在未來或會出現大規模的2019冠狀病毒病聚集性疫情，當局選址澳門東亞運動會體育館作大型感染社區治療中心之用，並按相關預案實施針對性的防疫措施或政策。
2022年4月6日，澳門特別行政區政府新型冠狀病毒感染應變協調中心公佈，在總結澳門自身的抗疫經驗，聽取各政府部門的意見，收集社會各界的建議，以及參考不同地方的抗疫經驗，根據澳門實際情況，編製了《澳門特別行政區應對大規模2019冠狀病毒病疫情應急處置預案（第一版）》，當中建議成立15 個專責小組跟進後續工作，包括細化工作手冊、開展人員培訓和準備物資，以及進行跨部門演練等。預案第一版於當天上載至“應對大規模2019冠狀病毒病疫情的澳門應急處置預案專頁”。
2022年6月23日，因應新一輪聚集性疫情陽性個案不斷增加，正式啟動預案，6月24日上午6時停用北安臨時檢疫站，同步啟動位於澳門蛋C館的“方艙醫院”。直至7月下旬停用。
2022年10月31日，特區政府發佈《特區政府應對“618”疫情之總結報告》總結該輪疫情防控的工作經驗，並已完成修訂並編製《應對大規模新冠肺炎疫情應急處置預案（第二版）》（下稱《預案第二版》）。《預案第二版》共修訂9項內容，包括：調整常態化疫情防控措施、調整五個傳播級別的應對措施、完善集中隔離設施、加強醫學觀察酒店的監督、全面提升核酸檢測能力、優化全民核酸檢測安排、防止病毒在社區傳播、更新社區管控措施框架和優化查詢求助四大平台。而《報告》總結了“618”疫情四個階段的抗疫工作與經驗，共13項內容。

## 組織架構
當預案宣佈啟動時，澳門特別行政區行政長官領導的新型冠狀病毒感染應變協調中心和民防行動中心將責任統籌和協調相關防疫工作，相關工作分為5個方面或挑戰，在5個方面或挑戰中各政府部門將成立15個專責小組去分別落實和執行各項抗疫工作，而相關抗疫工作包括政府部門、結合公私營機構、民間團體和市民的力量進行參與。
五個方面或挑戰包括包括實施社區管控措施；進行大規模流行病學調查、排查和檢測；準備大量隔離和治療設施；提供交通和生活支援；大量的市民訊息溝通。以下五個方面或挑戰中專責小組作出分類：
- 實施社區管控措施：法律支援小組、社區管控小組
- 進行大規模流調、排查和檢測：流調排查小組、核酸檢測小組
- 準備大量隔離和治療設施：設施建設小組、醫療救治小組、酒店隔離小組、家居隔離小組、環境衛生及遺體處理小組
- 交通和生活支援：社會基本服務保障小組、人員運送小組、維生及社會支援小組
- 市民訊息溝通：資訊及數據小組、訊息發布小組、查詢求助管理小組

## 管控措施
管控措施方面，當局在預案中制定管控措施預案，保障生活所需不缺位，並且分為三個級別的管控措施。衛生局局長羅奕龍於2022年3月17日的應變協調中心記者會上表示如澳門疫情出現蔓延情況將無法做到分區分級措施，會對整個澳門實行全面性管控措施，即全澳實施禁足（另稱“封城”），全澳居民實施非必要不出門。
- 全澳性防範措施：強化出入境檢疫措施、關閉公共場所、學校停課等
- 區域性管控措施：啟動分區分級精準防控方案、劃定封控區（紅碼區）、管控區（黃碼區）、防範區等（禁足）
- 全澳性管控措施：全澳範圍內實施嚴格的社交和活動限制措施
- 成立維生和社會支援小組：確保實行“區域性管控措施”（紅、黃碼區）或“全澳性管控措施”（禁足）期間時保障市民基本生活所需
- 建立“應急藥品售賣登記系統”，確保市民可以購買合適數量的藥物。此外，亦會為部分有需要人士提供心理支援工作。

## 防疫措施
防疫措施方面，衛生部門將完善流行病學調查系統，培訓更多流調人員，配合澳門通於乘搭巴士實名登記和澳門健康碼行程紀錄功能等，提升流調溯源的能力和效率。同時優化各項核酸檢測預案，包括全民檢測、重點區域檢測和重點人群檢測等大規模病毒檢測預案。

### 病毒核酸檢測
核酸檢測能力方面，中心公佈目前澳門最大檢測能力為每日3.4萬管樣本，如果以10合1混樣計算可對應至34萬。如出現大規模聚集性疫情就需要以一樣一管的方式進行檢測，因此當局需要引入移動核酸檢測實驗室，包括車載實驗室和氣膜實驗室，車載實驗室每天檢測能力為1至3萬管樣本，以10合1混樣計算為10至30萬，氣膜實驗室每天檢測能力為3至8萬管樣本，以10合1混樣計算為30至80萬的檢測量。至於移動實驗室方面，包括車載實驗室及氣膜實驗室，當局與相關供應商已商討條件，大約需要三至四天可以啟用實驗室，大大提升核酸檢測能力。

### 自我快速抗原檢測
在預案中，應變協調中心公佈將大量採購快速抗原檢測包，作為病毒核酸檢測的補充、輔助手段去及早發現社區內出現的感染人士，而相關抗原檢測並不可以取代現有的病毒核酸檢測。相關檢測一般15分鐘就會得出結果，若社區出現疫情時可有利於減少人員流動和聚集，並可減輕醫療系統的負荷。然而，其局限是敏感性較低，病毒量少的時候未必測到陽性；另外，出現假陽性的機會亦較高，但至一旦發生較大規模疫情時，抗原檢測出現假陽性的機會則會較低，屆時就有助於及早發現感染的人士。在預案未啟動前相關快速抗原檢測試劑主要利用於重點工作人群且免費領取，在接受核檢之間輔以自我快速抗原檢測，以便早期發現一旦存在的感染。至於其他人士如欲自行購買快速抗原檢測試劑，中心建議市民可查閱澳門特別行政區政府藥物監督管理局網站，該局已公布23款獲准進口的新冠快速抗原測試劑。

### 設立特別電話專線
如一旦出現大規模聚集性疫情，新型冠狀病毒感染應變協調中心將設立新的熱線電話：222，有30條線。此外，澳門特別行政區政府衛生局將持續完善4大查詢和求助平台。

## 交通安排
由於在出現聚集性疫情時會出現大量澳門健康碼“黃碼”人士，以及各類接觸者、出現疑似病徵人士、抗原檢測陽性人士等需運送，政府跨部門將聯同業界溝通並制定交通支援預案。當局將安排專門的交通工具，包括特別巴士或特別的士等安排相關人士往返“家居、工作場所”以及“醫院、社區治療中心、醫學觀察酒店”之間轉運，以定點、定時和特定對象的方式安排。

## 隔離和治療措施
隔離和治療措施方面，預案中將設立2019冠狀病毒病感染社區治療中心和感染者隔離用醫學觀察酒店，包括現有的隔離和治療設施合共能容納2,700人；亦準備室外方艙預案在初步規劃提供1,000張病床，未來可根據實際需要增加，如相關設施不勝負荷將要求感染者於家居進行隔離。
在預案中表示目前在公共衛生臨床中心和仁伯爵綜合醫院的隔離病房合共提供266張隔離病床。當感染者超過100人時，就會正式啟動澳門東亞運動會體育館感染社區治療中心，作為臨時隔離措施，社區治療中心可容納1,400名感染者。如當感染者超過1,500人時，就會啟動下一階段預案，利用醫學觀察酒店隔離感染者，醫學觀察酒店初步規劃容納1,000名感染者。中心亦同時草擬室外方艙醫院預案，初步規劃有1,000張病床，未來可根據實際需要增加室外方艙醫院的供應，室外方艙醫院預預案每一個單元規劃1,000張床位。不同醫療需求的人士，會被配置到不同的隔離設施進行治療。

### 2019冠狀病毒病感染社區治療中心
2019冠狀病毒病感染社區治療中心是應對當澳門出現重大或聚集性疫情的大型社區治療2019冠狀病毒病設施，選址在路氹城澳門東亞運動會體育館（澳門蛋）和運動員培訓及集訓中心，提供一站式檢疫分流、核酸檢測及輕症病人住院服務。中心分為三個部分：
- 檢疫站（設在澳門蛋C區）
- 實驗室（配置移動實驗室提高核酸檢測能力）
- 住院部（設在澳門蛋A區，以及運動員培訓及集訓中心一樓和三樓的體育館），共提供1,400張病床。

感染社區治療中心只是大規模收治輕症甚至無症狀感染者，如果是重型或危重型的患者，則會安置在現有的隔離設施（即高頂公共衛生臨床中心和仁伯爵綜合醫院隔離病房）進行治療。
社區治療中心預案工作方面，衛生局局長羅奕龍表示倘若疫情需要，該治療中心可在十天內可啟用。當局已準備好相關的前期工作，新型冠狀病毒感染社區治療中心每間病房都已設計好清潔區、半污染區及污染區等。倘若疫情有需要，社區治療中心需要兩至三天清場，並在七天內搭建，共十天內可完成中心搭建。
收治流程方面，各類接觸者和風險人員被安排到社區治療中心檢疫站，進行登記、病毒檢測採樣和流行病學調查，受檢人士需留在檢疫站內等侯病毒核酸檢測結果，並接排查結果進行分流，一旦陽性將安排在中心內的住院部接受治療，而陰性將安排到醫學觀察酒店接受醫學觀察。
配套方面，除原有洗手間和淋浴間外，將搭建洗手間、淋浴位、更衣室等臨時設施，相關比例高於世界衛生組織標準。設活動區提供休息、領取食物和飲用水。中心內更提供膳食、衣物和其他生活消耗品等。同時制訂入住須知，包括建議市民帶備的物品等。
人力資源方面，以社區治療中心需持續運作超過21天推算，包括實行閉環管理所需的醫生、護士和護士助理員的醫護人員約466人。中心解釋，其醫護人力配置較一般醫院營運少，原因是目前所見的個案中，很多感染者的症狀輕微，未必需要很強的醫療需求，故當局需通過臨床評估每一個病人的嚴重程度及對醫療的需求，如對醫療需求大的病人，便會配置到高頂公共衛生臨床中心和仁伯爵綜合醫院隔離病房。如病人對醫療需求低，甚至沒有症狀，而是主要需要在隔離設施渡過疾病期，便會安排到社區治療中心，中心必然會配備適當的醫療資源，有一定的醫療人員，但配置的比例不會太高。當局亦會與澳門本地多間醫院和醫療業界溝通，若出現疫情，有一些崗位需要私人業界參與。
社區治療中心的廢物處理方面，中心表示社區治療中心內所有廢物均按“具傳染廢物”處理，由專責小組負責收集，使用專用的動線和電梯運載，運載廢物的推車、容器及電梯，每次使用後均需進行清潔消毒，最終會焚化處理。

### 方艙醫院
衛生局局長羅奕龍在2022年3月17日應變協調中心例行記者會上表示，澳版「方艙醫院」如戶外大片停車場作為選址之一，以提供大約1,000張床位。 2022年4月2日，衛生局局長羅奕龍表示當局計劃在澳門東亞運動會體育館外的多個室外停車場增設方艙醫院，涉及2,700個床位，連同先前公布的社區治療中心提供1,400個床位將設有4,100舍床位，再配合醫學觀察隔離酒店預案及現有設施，澳門將有6,700張病床應對大規模疫情，較原計劃的266個基礎床位增加25倍。

### 康復期隔離設施
2022年3月17日應變協調中心例行記者會上，衛生局局長羅奕龍表示當局將有條件將情況穩定的確診者或處於康復期人士可自行到酒店完成最後的隔離階段，預計可有1,000張床的酒店隔離措施。

### 大規模疫情的遺體處理措施
2022年3月17日應變協調中心例行記者會上，衛生局局長羅奕龍表示若不幸出現大規模的疫情而出現病人離世，市政署、衛生局等政府部門將組成專責小組負責遺體處理安排，計劃使用醫院和殯儀館的遺體存放櫃設施，甚至研究租用冷凍櫃暫時存放遺體。他同時表示由於烈性傳染病人遺體不能送到澳門以外地區進行火化，故長遠需考慮如何克服此困難，稍後會作進一步探索。

## 方艙醫院跨部門演習
2022年5月7日，政府跨部門於澳門東亞運動會體育館內的方艙醫院演習，演練主要涉及兩個專責工作小組，分別是醫療救治小組及人員運送小組，共九個政府部門及一個社服機構參與，重點測試社區治療中心內的運作流程，不同類型的運輸工具能否快速且有效地將確診人士和密切接觸者運送到中心進行檢疫、診治、分流和收治隔離，演練合共出動25輛車輛及動員約300名工作人員參與，同時亦邀請約30名市民，當中有小童及行動不便長者參與演練。當社區發生疫情，會按疫情規模，動用不同交通工具運送確診者和密切接觸者等，因此，今次演練除了動用消防局、治安警察局的車輛外，澳門紅十字會的護送車輛、大型公共巴士和專用的士等也投入演練。

## 外部連結
- 澳門特別行政區政府新型冠狀病毒感染應變協調中心應對大規模新冠肺炎疫情專頁 （页面存档备份，存于）
- 《澳門特別行政區應對大規模2019冠狀病毒病疫情應急處置預案(第一版)》中文版 （页面存档备份，存于）
- 《特區政府應對“618”疫情之總結報告》 （页面存档备份，存于）
- 《應對大規模新冠肺炎疫情應急處置預案（第二版）》  （页面存档备份，存于）